# Sibbe Malmberg

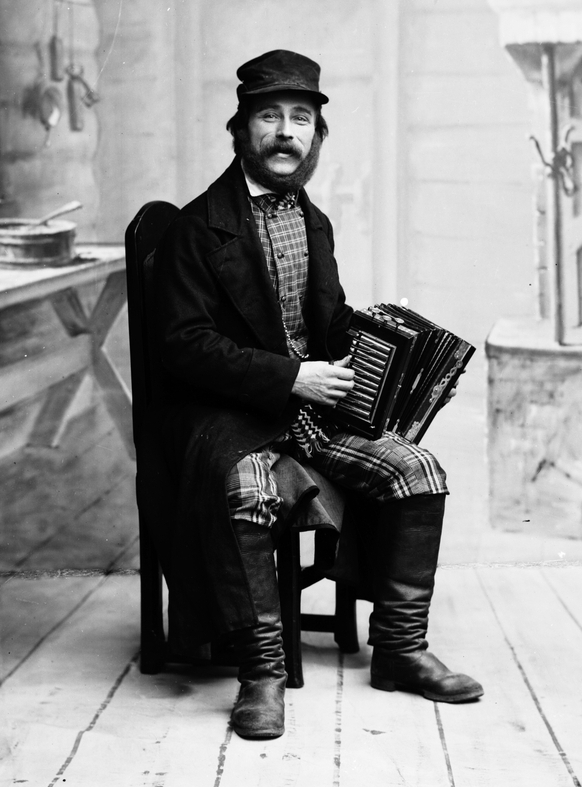
Sibbe Malmberg, 1897.

Bror Sibbe Malmberg, född 30 september 1855 i Växjö, död 24 november 1955 i Stockholm, var en svensk hovfotograf, målare, tecknare och bondkomiker.
Malmberg studerade konst vid Tekniska skolan och vid Konstakademien 1884-1889 dessutom bedrev han omfattande självstudier genom att kopiera äldre mästares verk på Nationalmuseum. Han var under några år knuten till Svenska Familj-Journalen som illustratör. Efterhand övergick han till att arbeta med fotografi och var under slutet av 1890-talet anställd vid Ateljé Jæger i Stockholm innan han 1900 etablerade en egen fotoateljé. Hans fotoateljé blev känd som en av de främsta i landet att utföra sammansättningsbilder (bilder med ihopsatta porträtt) ofta med små dekorationsarbeten runt porträtten. Han var under 50-års tid verksam som berättaren Nergårds-Lasse på Skansen. Hans konst består till stor del av akvareller och illustrationer. Malmberg är representerad med fotografier vid Nationalmuseum i Stockholm.

## Verk i urval

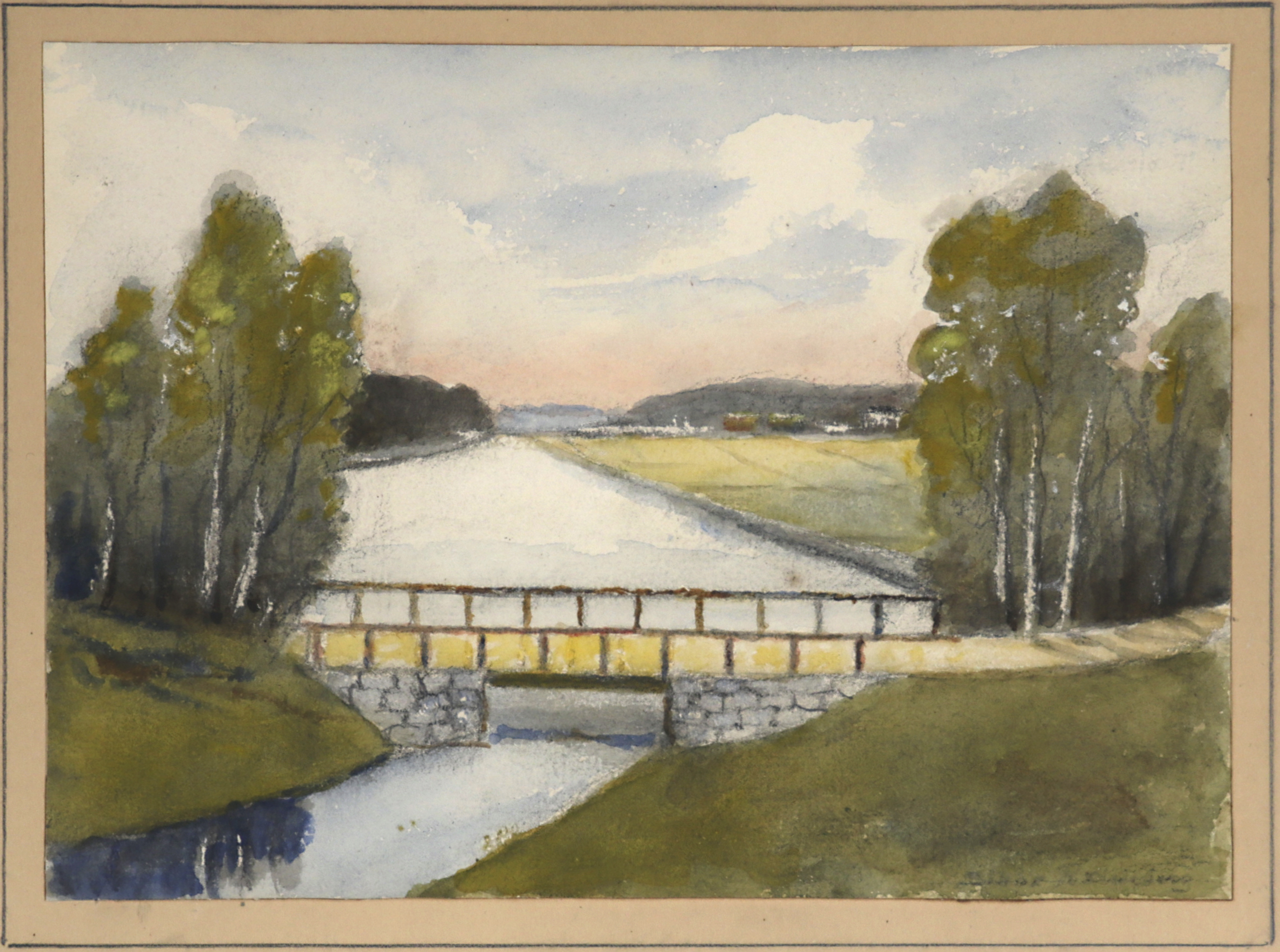
Bro över Voxnan i Hälsingland
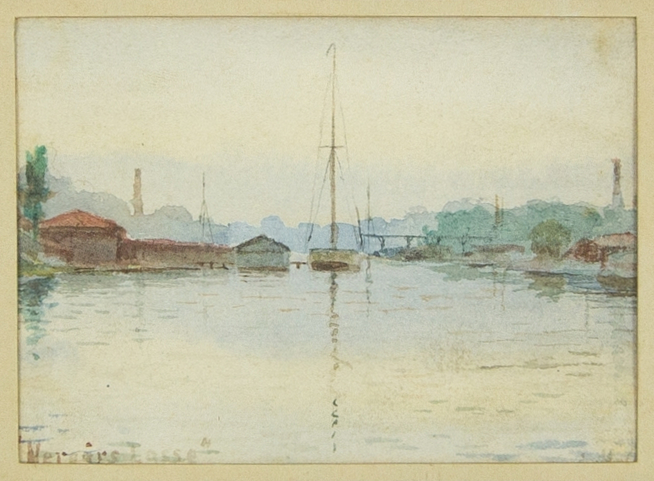
Akvarell med sommarmotiv